# Cachito de cielo
 (срп. Комадић неба) мексичка је теленовела, продукцијске куће Телевиса, снимана 2012.

## Синопсис
Адријан Гомез звани Качито згодан је и харизматичан фудбалер, који најбоље тренутке свог живота дели са својом девојком Ранатом Ландерос, лепом младом спортском новинарком.
Када постигне одлучујући гол на важној утакмици, Качитa удара гром и он завршава у небеској чекаоници, где га дочекају два растројена анђела, који иза леђа Богу управљају делићем неба по свом нахођењу. Али увидивши своју „малену грешку“, Есекјел и Аријел одлуче вратити Качиту живот - али у другом телу! Тако згодни и талентовани фудбалер, постаје сталожени свештеник Салвадор и у тој улози се враћа на земљу. Међутим хоће ли симпатична девојка пристати да буде са свештеником, и да ли ће Качито успети да је натера да се заљуби у њега и тако поново добије свој комадић неба на земљи?

## Ликови
- Рената (Маите Перони) - Лепа новинарка спорта, кћерка познатог колумнисте Ернеста Ландероса. Након смрти вољеног Качита убеђена је да никада неће волети, али изгубиће главу за свештеником Салвадором. У почетку ће се трудити да сузбије осећања, али ће се онда свим силама борити за забрањену љубав, не знајући да су Салвадор и Качито иста особа.
- Качито (Мане де ла Пара) - Нежан, великодушан и харизматичан младић, перспективни фудбалер. Заљубљен у Ренату, са којом планира венчање. Живот му је потпуно испуњен, све док се грешком анђела не нађе на небу и бива приморан да се на земљу врати у туђем телу. Тада чини све да поново задобије Ренатину љубав и приближи се свима онима које је волео.
- Салвадор (Педро Фернандез) - Свештеник у чијем телу Качито стиже на замљу након смрти. Мора да се навикне на своју нову улогу и растрзан је између онога што би желео да буде и онога што му анђели дозвољавају. Иако је заробљен у мантији, највећа жеља му је да буде са Ренатом, али сада има супарника — бескрупулозног Фабија који ће учинити све да придобије Ренату.
- Мара (Есмералда Пиментел) - Жена која је убеђена да сви мушкарци умиру за њом. Најбоља Ренатина пријатељица, али јој заправо завиди, што полако прераста у мржњу. Ради као новинарка спорта са Фабиом у кога је стварно заљубљена и учиниће све да он не буде са њеном пријатељицом, јер га жели за себе.
- Фабио (Хорхе Поса) - Новинар који пише колумне о спорту, бескрупулозан и насилан, одувек му се свиђала Рената. У Качитовој смрти види одличну прилику да јој се приближи и лагано освоји. Истовремено, одржава аферу са Маром, са којом ће склопити савез и раздвојити Ренату и Салвадора.
- Есекјел (Хуан Карлос Коломбо) - Забавни и помало растројени анђео чији је задатак да дочекује душе које дођу на небо. Заједно са колегом Аријелом неуморно ради, а проблеман посао доводи до тога да им се каткад поткраде грешка. Контролише Салвадора како на Земљи не би открио небеске тајне.
- Аријел (Едуардо Еспања) – Аријел је баш као и Есекијел, врло расејан и често греши у свом послу. Слаб је, а његова највећа брига је да „шеф“ не сазна за пропусте које прави у обављању посла. Уколико би грешке ипсливале на видело, на његово радно место дошао би неко други, због чега се труди да прикрије све своје слабости и остави утисак доброг радника.

## Глумачка постава

### Главне улоге
| Глумац:         | Улога:                       |
| --------------- | ---------------------------- |
| Маите Перони    | Рената Ландерос де Франко    |
| Педро Фернандез | Салвадор Чава Сантиљан       |
| Мане де ла Пара | Адријан Качитo Гомез Обрегон |

### Споредне улоге
| Глумац:             | Улога:                 |
| ------------------- | ---------------------- |
| Есмералда Пиментел  | Мара Mагања            |
| Хорхе Поса          | Фабио Монтенегро       |
| Азела Робинсон      | Тереса де Ландерос     |
| Рафаел Инклан       | Ернесто Пупи Ландерос  |
| Пабло Лиле          | Матијас Салазар Силва  |
| Синтија Клитбо      | Адела Силва де Салазар |
| Сесилија Габријела  | Исабел Обрегон         |
| Хуан Карлос Барето  | Тристан Луна           |
| Елизабет Валдез     | Дијана Гомез Обрегон   |
| Едуардо Еспања      | Аријел                 |
| Луис Алфредо Гатика | Дарио Фернандез        |
| Ракел Панковски     | Кока Обрегон           |
| Сесар Боно          | Лукас                  |
| Аријадне Пељисер    | Орфелија Орфе          |
| Анаи Алуе           | Пили                   |
| Хосе Анхел Бичир    | Мемо                   |
| Адалберто Пара      | Рејналдо Салазар       |
| Софија Кастро       | Софија Салватјера      |
| Клаудио Рока        | Пончо                  |
| Џесика Мас          | Соња                   |
| Едуардо Лињан       | Адолфо                 |
| Мишел Гонзалес      | Мишел                  |
| Хулио Аројо         | адвокат Хименес        |
| Мигел Гарса         | адвокат Тревињо        |
| Педро Ромо          | Кироз                  |